# Bright Eyes (band)
Bright Eyes is een Amerikaanse indierockband rondom singer-songwriter Conor Oberst.
Naast Oberst en Mike Mogis bevat de band wisselende musici, meestal van Bright Eyes' label Saddle Creek Records.

## Loopbaan
Oberst is een criticus van George W. Bush. In 2004 toerde Bright Eyes met Bruce Springsteen en R.E.M. tijdens de tournee Vote for change, georganiseerd door Moveon.org, rondom de Amerikaanse presidentsverkiezingen. In 2005 bracht Oberst zijn tot nu toe meest gelauwerde werk uit: I'm Wide Awake, It's Morning, op dezelfde dag werd ook Digital Ash in a Digital Urn uitgebracht, maar het was vooral I'm Wide Awake... dat volgens vele critici perfect een ondertoon in de Amerikaanse samenleving onder woorden bracht. Meer bepaald de frustraties die velen voelden tegenover de richting waarin het land en de wereld werd opgestuurd door de neoconservatieve regering-Bush, werden door Bright Eyes op een subtiele manier weergegeven. Het politiek bewuste wordt aan persoonlijkere thema's en emoties gekoppeld door Oberst in de songteksten van Bright Eyes.
In Nederland is de band vooral bekend van het nummer The First Day of My Life. Dat werd lang in reclame voor de NS gebruikt.

## Discografie

### Albums
1. Water (demo cassette) (1994)
2. Here’s To Special Treatment (cassette) (1995)
3. Music Me All Over (7” compilation) (1995)
4. Apollo’s Salvage Compilation (cd-compilation) (1995)
5. Soundtrack To My Movie (demo cassette) (1996)
6. Do You Feel At Home? (cd) (1996)
7. Commander Venus/Drip Split (7”) (1996)
8. Sine Sierra (cassette) (1996) *recorded as Norman Bailer
9. Parts Compilation (compilation-cd) (1996)
10. Kill The Monster Before It Eats Baby (split 7”)
11. A Collection Of Songs Written And Recorded 1995-1997’ (cd/lp) (1997)
12. Bright Eyes / Squadcar 06 (split 7”) (1997)
13. The Uneventful Vacation (cd/lp) (1998)
14. Letting Off the Happiness (cd/lp)(1998)
15. Every Day and Every Night (ep cd/12”) (1999)
16. Too Much Of A Good Thing Is A Good Thing (split 7”) (1999)
17. Blood of the Young (7”) (2000)
18. Bright Eyes vs. Her Space Holiday (split 7”/cd) (2000)
19. 3 New Hit Song From Bright Eyes (UK Single 7”/cd) (2000)
20. Fevers & Mirrors (cd/lp)(2000)
21. Clooney Tunes (UK dubble 7” compilatiealbum)(2000)
22. Oh Holy Fools – The Music of Son, Ambulance and Bright Eyes (2000)
23. There Is No Beginning To The Story (cd/12”) (2002)
24. Lifted or The Story Is in the Soil, Keep Your Ear to the Ground (cd/lp) (2002)
25. Lover I Don’t Have To Love – 3 More Hit Songs from Bright Eyes (cd/7”) (2002)
26. A Christmas Album (internet-only cd) (2002)
27. Bright Eyes Vinyl Box Set (7 lp's) (2003)
28. Lua (cd Single) (2004)
29. Take It Easy (Love Nothing) (cd single)(2004)
30. I’m Wide Awake It’s Morning (cd/lp) (2005)
31. Digital Ash in a Digital Urn (2005)
32. First Day Of My Life (cd single – Europese uitgave) (2005)
33. Easy/Lucky/Free (cd/7” single – Europese uitgave) (2005)
34. Motion Sickness (Live opnames) (2005)
35. Cassadaga (2007)
36. Four Winds (2007)
37. Hot Knives/If The Brakeman Turns My Way (Limited 7″ Picture Disc Vinyl) (2007)
38. The People's key (2011)
39. Down in the Weeds, Where the World Once Was (2020)
40. Five Dice, All Threes (2024)

## Hitlijsten

### Albums
| Album met eventuele hitnotering(en) in de Nederlandse Album Top 100 | Datum van verschijnen | Datum van binnenkomst | Hoogste positie | Aantal weken | Opmerkingen |
| ------------------------------------------------------------------- | --------------------- | --------------------- | --------------- | ------------ | ----------- |
| I'm wide awake it's morning                                         | 21-01-2005            | 29-01-2005            | 53              | 8            |             |
| Digital ash in a digital urn                                        | 2005                  | 05-02-2005            | 95              | 1            |             |
| Cassadaga                                                           | 07-04-2007            | 14-04-2007            | 36              | 4            |             |
| The people's key                                                    | 11-02-2011            | 19-02-2011            | 67              | 1            |             |

| Album met hitnotering(en) in de Vlaamse Ultratop 200 albums | Datum van verschijnen | Datum van binnenkomst | Hoogste positie | Aantal weken | Opmerkingen |
| ----------------------------------------------------------- | --------------------- | --------------------- | --------------- | ------------ | ----------- |
| I'm wide awake it's morning                                 | 2005                  | 05-02-2005            | 41              | 7            |             |
| Digital ash in a digital urn                                | 2005                  | 12-02-2005            | 64              | 3            |             |
| Cassadaga                                                   | 2007                  | 21-04-2007            | 25              | 7            |             |
| The people's key                                            | 2011                  | 26-02-2011            | 60              | 1*           |             |